# Claude Sylvain
Claude Sylvain (née Claude Nelly Gelblum, mariée Claude Claude) est une actrice et chanteuse française, née le 9 mai 1930 à Neuilly-Plaisance (Seine-et-Oise) et morte le 31 décembre 2005 à Vaux-sur-Lunain (Seine-et-Marne).

## Biographie
Avant d'entamer une carrière cinématographique, Claude Sylvain a d'abord fait des études en philosophie et en langues anciennes, étudiant entre autres à l'École du Louvre. Elle tiendra le rôle de vamp ou de femme fatale dans quelques rôles dans le cinéma des années 1950, notamment dans Du rififi chez les hommes, L'Homme à l'imperméable, Le Rouge et le Noir, La Tour de Nesle, La Grande Bagarre de don Camillo et Le Sang à la tête. Claude Sylvain a également joué à la télévision dans Les Cinq Dernières Minutes (Réactions en chaîne en 1958).
Puis, lassée du septième art, elle se tourne vers la chanson vers la fin des années 1950. C'est d'ailleurs dans un cabaret, le Milord l'Arsouille, que Francis Claude, acteur et chansonnier, la rencontre ; il deviendra son mari — et elle devient Madame Claude Claude.

## Filmographie
- 1953 : L'Affaire Maurizius de Julien Duvivier
- 1954 : Madame du Barry de Christian-Jaque : une "fille" chez La Gourdan
- 1954 : Du rififi chez les hommes de Jules Dassin : Ida Ferrati, la femme de Mario
- 1954 : Escalier de service de Carlo Rim : une copine de Léo
- 1954 : La Tour de Nesle d'Abel Gance
- 1954 : Le Rouge et le Noir de Claude Autant-Lara
- 1955 : Si Paris nous était conté de Sacha Guitry
- 1955 : Si tous les gars du monde de Christian-Jaque
- 1955 : À la manière de Sherlock Holmes d'Henri Lepage
- 1955 : La Grande Bagarre de don Camillo (Don Camillo e l'onorevole Peppone) de Carmine Gallone : Clotilde, la secrétaire de Peppone
- 1956 : Le Sang à la tête de Gilles Grangier
- 1956 : L'Homme à l'imperméable de Julien Duvivier
- 1958 : Les Cinq Dernières Minutes, épisode Réactions en chaîne de Claude Loursais : la secrétaire